# 악흥의 순간 (라흐마니노프)
악흥의 순간(Six moments musicaux)은 러시아의 작곡가 세르게이 라흐마니노프가 작곡한 작품 번호 16의 피아노 독주이다. 1896년 10월부터 12월 사이에 작곡했다.

## 작곡
1. Andantino, B♭ minor
2. Allegretto, E♭ minor
3. Andante cantabile, B minor
4. Presto, E minor
5. Adagio sostenuto, D♭ major
6. Maestoso, C major